# Identikit (Piero Pelù)
Identikit è un album raccolta del cantautore italiano Piero Pelù, uscito il 19 novembre 2013. Prima pubblicazione di Pelù solista dal 2008, dopo la reunion con i Litfiba avvenuta un anno dopo, contiene alcuni successi della carriera solista di Pelù, alcuni riarrangiamenti dei vecchi brani e due inediti, Mille uragani, scritto a quattro mani con Gaudi e Sto rock.

## Tracce
1. Mille uragani – 3:40 – inedito
2. Sto rock – 3:39 – inedito
3. Bomba boomerang (2013 version) – 3:42 – nuova versione inedita del brano contenuto in Né buoni né cattivi, 2000
4. Bene bene male male – 3:40 – da U.D.S. - L'uomo della strada, 2002
5. Io ci sarò – 4:19 – da Né buoni né cattivi, 2000
6. Lentezza – 3:41 – da In faccia, 2006
7. Prendimi così – 5:20 – da Soggetti smarriti, 2004
8. Nel mio mondo – 3:18 – da Presente, 2005
9. Occhi – 4:39 – da Soggetti smarriti, 2004
10. Sorella notte – 3:19 – da In faccia, 2006
11. Dea musica – 3:51 – da Soggetti smarriti, 2004
12. Velo – 4:05 – da In faccia, 2006
13. Tribù – 3:18 – da In faccia, 2006
14. Viaggio – 3:50 – da Fenomeni, 2008
15. Fiorirà – 3:27 – da In faccia, 2006
16. Mamma Ma-donna – 3:08 – da Fenomeni, 2008
17. Tutti fenomeni (2013 version) – 3:43 – nuovo edit del brano contenuto in Fenomeni, 2008
18. Pugni chiusi (cover I Ribelli) – 3:35 – lato B del singolo Io ci sarò, 2000
19. Il mio nome è mai più (2008 version) – 4:48 – da Fenomeni, 2008
20. Toro loco (2013 version) – 4:24 – nuova versione inedita del brano contenuto in Né buoni né cattivi, 2000

## Formazione
- Piero Pelù - voce, chitarra
- Vinnie Colaiuta - batteria
- Alfredo Golino - batteria
- Roberto Gualdi - batteria
- Paolo Baglioni - batteria
- Luca Martelli - batteria
- Mao Granata - batteria
- Daniele Bagni - basso
- Franco Li Causi - basso
- Gianni Maroccolo - basso
- Fortu Saccà - basso
- Saverio Lanza - chitarra
- Eliades Ochoa - chitarra
- Antonio Gabellini - chitarra
- Cristiano Maramotti - chitarra
- Federico Poggipollini - chitarra
- Davide Ferrario - chitarra
- Erriquez - chitarra
- Finaz - chitarra
- Roberto Terzani - tastiere, chitarra
- Gaudi - tastiere
- Antonio Aiazzi - tastiere
- Michele Braga - tastiere
- Megahertz - tastiere
- Boosta - tastiere
- Roy Paci - tromba
- Tony Cattano - trombone